# 自缢

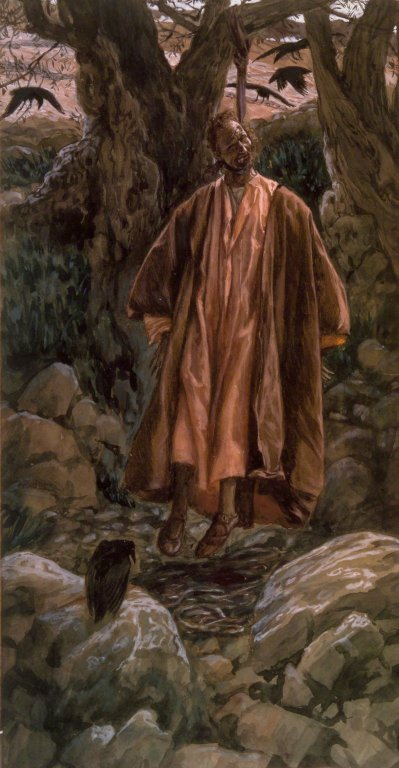
詹姆斯·迪索繪《猶大自縊》

自缢，又稱自經，俗称上吊，指的是故意将自己用繫在高处（如房樑）的绳子套住脖子自杀的方式，它是一种普遍且高效的自杀方式。Gunnell 认为实践了这种行为的人的死亡率是七成。其材料也方便易得，加上部分自縊者刻意選擇隱密場所，他人難以阻止，使多數自縊者因為失救死亡。在国际疾病与健康相关问题统计分类（ICD）它被归为X70：「故意通过吊起、扼脖或窒息的自我伤害」。
自縊與被勒死不同，後者是被他人所迫，死者很有可能為非自願；自縊則是指死者自願使用繩子或毛巾一類的工具讓自己死亡。